# Set It Off (álbum)
Set It Off es el primer álbum de la banda Thousand Foot Krutch.  El álbum cuenta con una fusión de rap metal pesado y más suaves canciones rap rock, mezclado con algo de influencia pop punk. Algunas de las canciones eran de su álbum independiente, That's What People Do. Una versión remasterizada del disco que incluye seis temas extra se publicó en 2004.

## Listado de canciones
1. "Untitled" – 0:59
2. "Puppet" – 3:25
3. "Supafly" – 3:40
4. "When In Doubt" – 3:27
5. "Rhime Animal" – 4:27
6. "Unbelievable" – 3:03
7. "Up Comes Down" – 3:22
8. "Come Along" – 3:23
9. "Small Town" – 6:54
10. "Set It Off" – 6:03
11. "All the Way Live" – 4:10
12. "Lift It" – 3:59

## Personal
- Trevor McNevan - vocalista, guitarrista
- Steve Augustine - baterista
- Joel Bruyere - bajista